# Cylindrocaulus davidi
Cylindrocaulus davidi es una especie de coleóptero de la familia Passalidae.

## Distribución geográfica
Habita en Sichuan (China).